# Ponto crítico (funções)

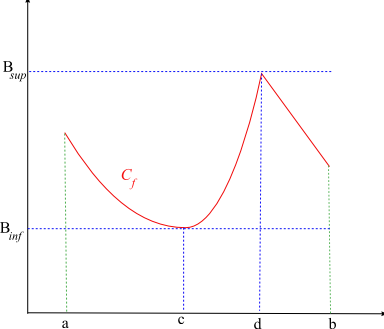
Ponto crítico.

Em matemática, um ponto crítico é um ponto no domínio de uma função onde a primeira derivada não existe ou é nula (no último caso também se pode designar por ponto estacionário).
Os pontos críticos serão sempre pontos de máximos ou mínimos relativos ou pontos de inflexão, podendo-se descobrir em que categoria o ponto cai analisando a sua segunda derivada (a curvatura) da função. A implicação inversa também é verdadeira para extremos locais, ou seja, um ponto é um máximo ou mínimo relativo se e só se for um ponto crítico. Tal já não é verdade para máximos e mínimos absolutos. Também um ponto de inflexão claramente não implica uma primeira derivada nula.
1. onde a função atinge um valor máximo e depois começa a diminuir, chamados máximos locais da função
2. onde ela atinge um valor mínimo e começa a aumentar, chamados de mínimos locais da função
3. em pontos de inflexão (horizontais) da função, que ocorrem onde a concavidade da função muda. Um exemplo típico é a função {\displaystyle f(x)=x^{3}}: no ponto {\displaystyle x=0} a função tem um ponto de inflexão (horizontal).
4. em pontos onde a função oscila indefinidamente entre valores acima ou abaixo, um exemplo típico é a função {\displaystyle f(x)=x^{3}sin(1/x)}
5. em pontos onde a função é localmente constante, ou seja, existe um intervalo contendo o ponto para o qual a restrição da função ao intervalo é a função constante. Um exemplo típico é a função f(x) = |x + 1| + |x - 1| no ponto x=0.

Obviamente, a função pode ter um comportamento para valores menores que o ponto crítico e outro comportamento para valores maiores que o ponto crítico.

## Identificação de pontos críticos de funções
Para identificar o tipo de ponto crítico, torna-se necessário analisar também a segunda derivada de {\displaystyle f(x)}. Vamos supor que se queira analisar a função {\displaystyle f(x)} de acordo com suas derivadas num determinado ponto (que chamaremos de x*).
| Sinal das derivadas                                                       | Segunda derivada positiva, ou seja, {\displaystyle f^{\prime \prime }(x^{*})>0}                                                                           | Segunda derivada nula, ou seja, {\displaystyle f^{\prime \prime }(x^{*})=0} | Segunda derivada negativa, ou seja, {\displaystyle f^{\prime \prime }(x^{*})<0}                                                                    |
| ------------------------------------------------------------------------- | --- | --- | --- |
| Primeira derivada positiva, ou seja, {\displaystyle f^{\prime }(x^{*})>0} | Não é ponto crítico; função é crescente neste ponto e gráfico tem concavidade voltada para cima (ou seja, é uma função convexa no intervalo analisado)    | Não é ponto crítico; função é crescente neste ponto | Não é ponto crítico; função é crescente neste ponto e gráfico tem concavidade voltada para baixo (ou seja, é uma côncava no intervalo analisado)   |
| Primeira derivada nula, ou seja, {\displaystyle f^{\prime }(x^{*})=0}     | É ponto crítico; a função atinge um mínimo local no ponto {\displaystyle x^{*}}                                                                           | É ponto crítico; Se a derivada segunda também for nula, não se pode concluir se é ponto de mínimo, máximo ou sela. No entanto, se {\displaystyle a} for o ponto em questão e se existir algum número {\displaystyle n} ∈ N tal que {\displaystyle f^{(k)}(a)=0} se {\displaystyle k} ∈ {{\displaystyle 1,2,}…{\displaystyle n-1}};{\displaystyle f^{(n)}(a)} ≠ {\displaystyle 0} | É ponto crítico; a função atinge um máximo local no ponto {\displaystyle x^{*}}                                                                    |
| Primeira derivada negativa, ou seja, {\displaystyle f^{\prime }(x^{*})<0} | Não é ponto crítico; função é decrescente neste ponto e gráfico tem concavidade voltada para baixo (ou seja, é uma função côncava no intervalo analisado) | Não é ponto crítico; função é decrescente neste ponto | Não é ponto crítico; função é decrescente neste ponto e gráfico tem concavidade voltada para baixo (ou seja, é uma côncava no intervalo analisado) |

então:
1. {\displaystyle f} tem um máximo local em {\displaystyle a} se {\displaystyle n} for par e {\displaystyle f^{(n)}(a)<0};
2. {\displaystyle f} tem um mínimo local em {\displaystyle a} se {\displaystyle n} for par e {\displaystyle f^{(n)}(a)>0};
3. {\displaystyle f} tem um ponto de inflexão horizontal em {\displaystyle a} se {\displaystyle n} for ímpar.

## Usando derivadas para desenhar gráficos de funções
As derivadas são ferramentas úteis para examinar gráficos de funções. Em particular, os pontos no interior de um domínio de uma função de valores reais que sejam um extremo local terão a primeira derivada igual a zero ou a derivada não existirá no ponto: tais pontos são chamados de pontos críticos. No entanto, nem todos os "pontos críticos" são extremos locais. Alguns são pontos de inflexão. A segunda derivada é a forma de avaliar esses pontos críticos: se a segunda derivada do ponto crítico é positiva o ponto é um mínimo local, se negativa, é máximo. Se é nula, o ponto é de inflexão ou parte de uma zona constante (possivelmente ainda um extremo local, mas não necessariamente).
Uma vez que os extremos locais tenham sido encontrados, torna-se geralmente fácil ter uma ideia do gráfico da função, uma vez que (no caso de domínio de uma só dimensão) ela será crescente ou decrescente de forma uniforme excepto nos pontos críticos, e logo (assumindo que é contínua), terá valores entre os valores nos pontos críticos em cada lado.